# MC El Eulma
El MC El Eulma (Mouloudia Club d'El Eulma, en árabe: نادي مولودية العلمة‎) es un equipo de fútbol de Argelia que milita en el Championnat National de Première Division, el torneo de fútbol más importante del país.

## Historia
Fue fundado en el año 1936 en la ciudad de El Eulma por un grupo de musulmanes residentes en la ciudad y con los colores del movimiento nacionalista en Argelia durante esos años, aunque nacieron con el nombre MCSA.
En la temporada 2015 consiguieron clasificar para su primer torneo internacional, a la Liga de Campeones de la CAF 2015 luego de que el JS Kabylie fuese suspendido dos años de competiciones africanas por parte de la CAF.

## Palmarés
- Championnat National de Deuxième Division: 1

2008

## Participación en competiciones de la CAF
- Liga de Campeones de la CAF: 1 Aparición

2015 -